# Врапче (Тутин)
Врапче је насеље у Србији у општини Тутин у Рашком округу. Село је на присојној страни Врапчанског Брда на изворишту потока. На врапчанском брду се налази Грчко гробље. До 1880. године село је било настањено православним Србима, који се тада исељавају у Остраће (Доњи Ибар) и Топлицу. На њихово место долазе муслимани из околине Рожаја, Штавице, Рибарића, Изрока и села Вокша у околини Ђаковице. Према попису из 2022. било је 34 становника.

## Демографија
У насељу Врапче живи 44 пунолетна становника, а просечна старост становништва износи 30,9 година (29,5 код мушкараца и 32,6 код жена). У насељу има 9 домаћинстава, а просечан број чланова по домаћинству је 6,44.
Ово насеље је углавном насељено Бошњацима (према попису из 2002. године).
|  |

| Демографија | Демографија | Демографија |
| Година      | Становника  | Становника  |
| ----------- | ----------- | ----------- |
| 1948.       | 122         |             |
| 1953.       | 135         |             |
| 1961.       | 142         |             |
| 1971.       | 148         |             |
| 1981.       | 163         |             |
| 1991.       | 127         | 126         |
| 2002.       | 58          | 66          |

| Етнички састав према попису из 2002.‍ | Етнички састав према попису из 2002.‍ | Етнички састав према попису из 2002.‍ | Етнички састав према попису из 2002.‍ | Етнички састав према попису из 2002.‍ |
| ------------------------------------ | ------------------------------------ | ------------------------------------ | ------------------------------------ | ------------------------------------ |
|                                      |                                      |                                      |                                      |                                      |
| Бошњаци                              | Бошњаци                              |                                      | 42                                   | 72,41%                               |
| Срби                                 | Срби                                 |                                      | 15                                   | 25,86%                               |
| Муслимани                            | Муслимани                            |                                      | 1                                    | 1,72%                                |
| непознато                            | непознато                            |                                      | 0                                    | 0,0%                                 |

| Година пописа     | 1948. | 1953. | 1961. | 1971. | 1981. | 1991. | 2002. |
| ----------------- | ----- | ----- | ----- | ----- | ----- | ----- | ----- |
| Број домаћинстава | 24    | 23    | 24    | 22    | 24    | 24    | 9     |

| Број чланова      | 1 | 2 | 3 | 4 | 5 | 6 | 7 | 8 | 9 | 10 и више | Просек |
| ----------------- | - | - | - | - | - | - | - | - | - | --------- | ------ |
| Број домаћинстава | 0 | 0 | 1 | 0 | 1 | 2 | 4 | 0 | 0 | 1         | 6,44   |

| Пол    | Укупно | Неожењен/Неудата | Ожењен/Удата | Удовац/Удовица | Разведен/Разведена | Непознато |
| ------ | ------ | ---------------- | ------------ | -------------- | ------------------ | --------- |
| Мушки  | 24     | 10               | 13           | 1              | 0                  | 0         |
| Женски | 20     | 4                | 14           | 2              | 0                  | 0         |
| УКУПНО | 44     | 14               | 27           | 3              | 0                  | 0         |

| Пол    | Укупно                    | Пољопривреда, лов и шумарство | Рибарство                            | Вађење руде и камена | Прерађивачка индустрија       |
| ------ | ------------------------- | ----------------------------- | ------------------------------------ | -------------------- | ----------------------------- |
| Мушки  | 11                        | 8                             | 0                                    | 0                    | 1                             |
| Женски | 6                         | 6                             | 0                                    | 0                    | 0                             |
| УКУПНО | 17                        | 14                            | 0                                    | 0                    | 1                             |
| Пол    | Производња и снабдевање   | Грађевинарство                | Трговина                             | Хотели и ресторани   | Саобраћај, складиштење и везе |
| Мушки  | 0                         | 0                             | 0                                    | 0                    | 1                             |
| Женски | 0                         | 0                             | 0                                    | 0                    | 0                             |
| УКУПНО | 0                         | 0                             | 0                                    | 0                    | 1                             |
| Пол    | Финансијско посредовање   | Некретнине                    | Државна управа и одбрана             | Образовање           | Здравствени и социјални рад   |
| Мушки  | 0                         | 0                             | 1                                    | 0                    | 0                             |
| Женски | 0                         | 0                             | 0                                    | 0                    | 0                             |
| УКУПНО | 0                         | 0                             | 1                                    | 0                    | 0                             |
| Пол    | Остале услужне активности | Приватна домаћинства          | Екстериторијалне организације и тела | Непознато            | Непознато                     |
| Мушки  | 0                         | 0                             | 0                                    | 0                    | 0                             |
| Женски | 0                         | 0                             | 0                                    | 0                    | 0                             |
| УКУПНО | 0                         | 0                             | 0                                    | 0                    | 0                             |